# آمابیدا
آمابیدا دهستانی در استان آبیلای اسپانیا است.
در این دهستان ۱۹۴ نفر زندگی می‌کنند. مساحت این دهستان ۱۵٫۰۰ کیلومتر مربع است.